# Orromyces spiralis
Orromyces spiralis är en svampart som beskrevs av B. Sur & G.R. Ghosh 1987. Orromyces spiralis ingår i släktet Orromyces och familjen Gymnoascaceae.   Inga underarter finns listade i Catalogue of Life.